# Pyeonghwa Motors
Pyeonghwa Motors (Hangul: 평화자동차) (McCune-Reischauer: Pyeonghwa Jadongcha) (paraula coreana per referir-se a la “pau,” també escrit Pyonghwa), és un dels dos fabricants i distribuïdors d'automòbils de Corea del Nord.

## Localització i producció
Té la seva fàbrica a la ciutat de Nampo, la qual comparteix amb Pyonghwa Motors de Seül (Corea del Sud), una companyia de l'Església de la Unificació Sun Myung Moon, i l'empresa nord-coreana Ryonbong General Corporation produeix petits automòbils sota llicència de Fiat i Brilliance China Act, camionetes completes utilitzant autoparts del fabricant xinès Dandong Shuguang, i dissenys de cotxes de luxe Mercedes-Benz/SsangYong.
Pyeonghwa té els drets exclusius per a la producció d'automòbils, compra i venda de cotxes usats a Corea del Nord. No obstant això, la majoria dels nord-coreans no pot accedir a un cotxe. A causa del petit mercat d'automòbils al país, la producció de Pyeonghwa és molt baixa. L'any 2003, es van produir només 314 cotxes malgrat que la fàbrica tenia unes instal·lacions per produir fins a 10.000 cotxes a l'any.

## Llista de Models
- Hwiparam I (2000), basat en el Fiat Siena
- Hwiparam II (2007), basat en el Brilliance Junjie
- Hwiparam III (2010), basat en el Brilliance FSV
- Junma (2006), model de luxe basat en el Ssangyong Chairman
- Ppeokkugi I (2003), basat en el Fiat Doblo
- Ppeokkugi II (2004), basat en el Shuguang SUV 4x2
- Ppeokkugi III (2004), basat en el Shuguang Huanghai
- Ppeokkugi IIII (2005), basat en el Shuguang Dawn
- Samcheonri (2006), furgó basat en el Jinbei Haise
- Zunma (2008), basat en el Volkswagen Passat CC